# Saxifraga lychnitis
Saxifraga lychnitis är en stenbräckeväxtart som beskrevs av Joseph Dalton Hooker och Thoms.. Saxifraga lychnitis ingår i Bräckesläktet som ingår i familjen stenbräckeväxter. Utöver nominatformen finns också underarten S. l. oresbia.